# Verallgemeinerte Konvexität
Die verallgemeinerte Konvexität (englisch generalized convexity) ist eine Verallgemeinerung des gewöhnlichen Konvexitätsbegriff für Funktionen und Mengen, die sich insbesondere bei der Behandlung nicht-konvexer Optimierungsprobleme als nützlich erweist.

## Φ-Konvexität
Gegeben sei eine Menge {\displaystyle X\neq \emptyset } und die Menge aller Abbildungen von {\displaystyle X} nach {\displaystyle \mathbb {R} }
{\displaystyle F(X)=\{\varphi \mid \varphi \colon X\to \mathbb {R} \}}
Eine Menge {\displaystyle \Phi \subseteq F(X)} heißt Referenzsystem für {\displaystyle X} genau dann, wenn gilt:
1. {\displaystyle \forall \varphi \in \Phi ,\lambda \geq 0:\lambda \varphi \in \Phi }
2. {\displaystyle \forall \varphi \in \Phi ,c\in \mathbb {R} :\varphi +c\in \Phi }

### Φ-konvexe Funktion
Eine (erweiterte) reellwertige Funktion {\displaystyle f\colon X\mapsto {\overline {\mathbb {R} }}} heißt {\displaystyle \Phi }-konvex genau dann, wenn
eine Menge {\displaystyle \Phi _{0}\subset \Phi } existiert, so dass
{\displaystyle f(x)=\sup _{\varphi \in \Phi _{0}}\varphi (x)}
gilt.

### Φ-konvexe Menge
Eine Menge {\displaystyle A\subseteq X} heißt {\displaystyle \Phi }-konvex genau dann, wenn es eine Menge {\displaystyle \Phi _{0}\subseteq \Phi } gibt und zu jedem
{\displaystyle \varphi \in \Phi _{0}} ein {\displaystyle a_{\varphi }} existiert, so dass
{\displaystyle A=\bigcap _{\varphi \in \Phi _{0}}\{x\in X:\varphi (x)\leq a_{\phi }\}}

## Beispiele
- Nimmt man zum Beispiel als Referenzsystem die affinen Funktionen, also {\displaystyle \Phi =\{\varphi \,|\,\varphi (x)=\langle v,x\rangle +c,v\in \mathbb {R} ^{n},c\in \mathbb {R} \}}, dann stimmt die {\displaystyle \Phi }-Konvexität mit der gewöhnlichen Konvexität überein.

- Die Lipschitz-stetigen Funktionen sind zum Referenzsystem der peak-Funktionen {\displaystyle \Phi =\{\varphi \,|\,\varphi (x)=-k\cdot d(x,x_{0})+c,x_{0}\in X,c\in \mathbb {R} \}} {\displaystyle \Phi }-konvex.